# Рвач (річка)
Рвач — річка в Україні у Білозерському районі Херсонської області. Правий рукав Дніпра (басейн Чорного моря).

## Опис
Довжина річки приблизно 10,78 км, найкоротша відстань між витоком і гирлом — 10,11  км, коефіцієнт звивистості річки — 1,07 . Формується декількома притоками та безіменними струмками.

## Розташування
Витікає з Дніпра на південно-західній стороні від селища Янтарне. Тече переважно на північний захід і на південно-західній стороні від села Кізомис впадає у Дніпровську затоку.
Населені пункти вздовж берегової смуги: Берегове, Велетенське.

## Цікавій факт
- Фарватер огороджений знаками навігаційного обладнання морських шляхів: буями[3].
- Річка позначена на прапорі Херсона.
- На лівому березі річки розташований Бакайський заказник[5].
- У XIX столітті на мапі Шуберта Ф. Ф. у пригирловій частині Дніпро додатково носило назву Бакай[2].